# Coccaglio
Coccaglio là một đô thị trong tỉnh tỉnh Brescia thuộc vùng Lombardia, Ý. Đô thị này có diện tích 11 km², dân số 7721 người. Các đô thị giáp ranh gồm: Castrezzato, Chiari, Cologne (Italie), Erbusco, Rovato